# Divisions del món en l'islam
En la llei islàmica clàssica les grans divisions del món són dar al-islam, fent referència a les regions on preval la llei islàmica, dar as-sulh, fent referència a les regions no-islàmiques que tenen un acord de pau amb algun govern musulmà, i dar al-harb, fent referència a regions no-islàmiques properes que són cridades a acceptar l'islam.
La paraula en àrab dar (دار, dār) pot significar ‘casa’, ‘llar’, ‘local’, ‘edifici’, ‘territori’, ‘localitat’, ‘regió’, ‘contrada’ o ‘país'. En la jurisprudència islàmica normalment fa referència a altres parts del món.
El concepte de territoris o regions del món a l'islam, com les anomenades anteriorment, no apareixen en l'Alcorà o en els hadits. D'acord amb Abou El Fadl els únics dars dels quals es parla a l'Alcorà són l'altra vida (ad-dar al-àkhira) i la vida terrenal (dar al-fanà), «la primera descrita com una forma de vida superior a la segona».
Els primers juristes islàmics van desenvolupar aquests conceptes per denotar els governs de les conquestes musulmans un segle després de Mahoma. El primer ús d'aquests termes es va produir a l'Iraq, per part d'Abu-Hanifa i els seus deixebles Abu-Yússuf i aix-Xaybaní. A la regió del Llevant aquest terme va ser usat per al-Awzaí, i més tard per aix-Xafií.
El concepte de dar al-harb s'ha vist afectat pels canvis històrics, com la fragmentació del món musulmà, i actualment no s'usa pràcticament. La distinció teòrica entre dar al-islam i dar al-harb es considera pràcticament inexistent, i molts juristes islàmics moderns consideren Occident com a part del primer, ja que els musulmans que viuen a Occident poden practicar lliurement la seva religió.

## Divisions religioses principals

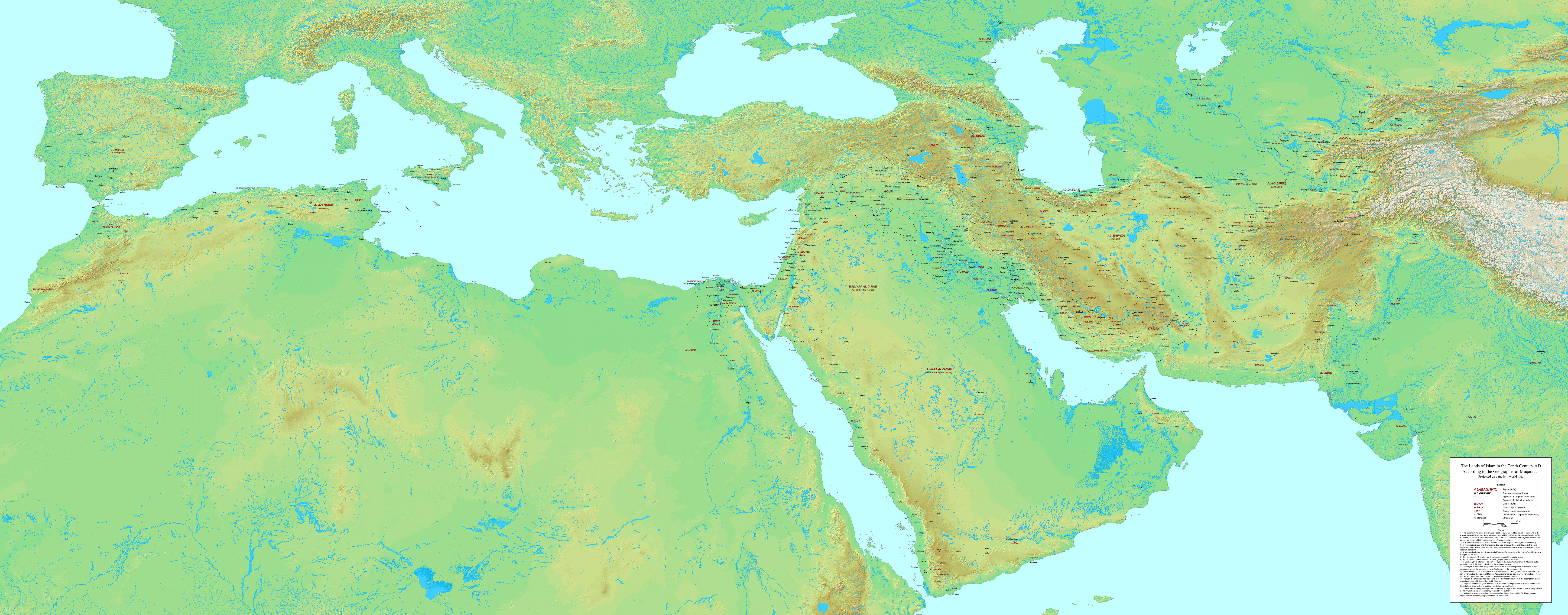
Les terres i ciutats de Dar al-Islam durant el segle X segons el geògraf al-Muqaddassí

### Dar al-Islam
Dar al-Islam (àrab: دار الإسلام, Dār al-Islām, literalment ‘Territori de l'Islam’ o Dar at-Tawhid, ‘Territori del Monoteisme’) és un terme utilitzat pels ulemes islàmics per referir-se a aquells països on els musulmans practiquen la seva religió com a religió estatal. És la part del món sota control islàmic.
Dar al-Islam també es coneix com a Dar as-Salam, ‘Territori de la Pau’ (àrab: دار السلام, Dār as-Salām). El terme Dar as-Salam apareix a l'Alcorà en les aleies 10:25 i 6:128 com a nom del Paradís.
Segons Abu-Hanifa, considerat com a creador del concepte, els requisits perquè un país sigui part de Dar al-Islam són:
1. Els musulmans han de ser capaços de viure en pau i amb seguretat dins d'aquest país.
2. El país ha de ser dirigit per un govern musulmà.[12]
3. Tenir fronteres amb alguns països musulmans.

### Dar al-Ahd/Dar as-Sulh
Dar al-Ahd (àrab: دار العهد, Dār al-ʿAhd, ‘Territori del Pacte’) o Dar as-Sulh (àrab: دار الصُلْح, Dār aṣ-Ṣulḥ, ‘Territori de l'Acord’) són els termes utilitzats per referir-se als territoris que tenen un tractat de pau o no-agressió amb els musulmans.
Aquest terme es descriu a l'Alcorà, on s'indica als musulmans com actuar en la guerra:
| «                                           | llevat dels casos que estiguin lligats per una aliança amb algú que tingui un pacte també amb vosaltres, o si ells vénen cap a vosaltres, amb els pits ofegats per l'angúnia, perquè no volen lluitar contra vosaltres, perquè consideren que sou el mateix poble. Si Déu, Al·là, hagués volgut i ells tinguessin la raó, els hauria donat poder per a dominar-vos i per a lluitar contra vosaltres. Però si el que fan és anar a part de les vostres lluites, si no combaten contra vosaltres, si us proposen ser-vos sotmesos, no hi ha raó, per part de Déu, d'anar en contra d'aquesta gent. | » |
| — Alcorà 4:90 (traduït per Míkel de Epalza) | |   |

### Dar al-Harb
Dar al-Harb (àrab: دار الحرب, Dār al-Ḥarb, ‘Territori de la Guerra’) és un terme clàssic utilitzat per referir-se als països que no tenen un tractat de pau o no-agressió amb els musulmans.
Segons Majid Khadduri, la diferència principal entre Dar al-Islam i Dar al-Harb va introduir-se després de la derrota del Califat Omeia a la Batalla de Tours, l'any 732, que va aturar l'expansió de l'islam cap al nord, i que al mateix temps també va aturar l'expansió del califat cap a l'est.